# 狮子岩水库
狮子岩水库是中国湖北省襄阳市谷城县境内的一座水库，位于汉江支流磨水河上，建于1976年。水库正常库容为1073万立方米，集雨面积为38平方千米，海拔为207.5米。